# Yolanda Ngarambe
Yolanda Eliisa Ngarambe (* 14. September 1991 in Märsta) ist eine Leichtathletin, die sich auf den Mittelstreckenlauf spezialisiert hat und international für Schweden an den Start geht.

## Leben und sportliche Laufbahn
Yolanda Ngarambe hat eine Mutter aus Finnland und einen Vater aus Uganda. Sie studierte von 2010 bis 2014 an der University of Vermont in den Vereinigten Staaten und sammelte 2019 erste Erfahrungen bei internationalen Meisterschaften, als sie bei den Halleneuropameisterschaften in Glasgow mit 4:12,16 min in der ersten Runde im 1500-Meter-Lauf ausschied und über 3000 m nach 9:17,53 min den 14. Platz belegte. Über 1500 m startete sie dann Anfang Oktober bei den Weltmeisterschaften in Doha und gelangte dort bis ins Halbfinale, in dem sie mit 4:02,43 min ausschied. 2022 schied sie bei den Weltmeisterschaften in Eugene mit 4:09,15 min in der Vorrunde aus und anschließend kam sie auch bei den Europameisterschaften in München mit 4:05,68 min nicht über den Vorlauf hinaus. 2024 schied sie bei den Hallenweltmeisterschaften in Glasgow mit 4:15,77 min in der Vorrunde aus. Im Juni belegte sie bei den Europameisterschaften in Rom in 4:09,57 min den zehnten Platz über 1500 Meter.
2019 wurde Ngarambe schwedische Meisterin im 1500-Meter-Lauf im Freien sowie 2019, 2022 und 2024 auch in der Halle. Zudem wurde sie 2024 Hallenmeisterin im 3000-Meter-Lauf.

## Persönliche Bestleistungen
- 800 Meter: 2:01,32 min, 2. Juni 2024 in Stockholm
  - 800 Meter (Halle): 2:04,08 min, 19. Januar 2019 in Clemson
- 1000 Meter: 2:42,15 min, 5. September 2015 in Göteborg
  - 1000 Meter (Halle): 2:50,08 min, 1. Februar 2013 in New York City
- 1500 Meter: 4:03,43 min, 3. Oktober 2019 in Doha
  - 1500 Meter (Halle): 4:06,10 min, 11. Februar 2024 in New York
- Meile: 4:39,49 min, 21. Mai 2019 in Atlanta
  - Meile (Halle): 4:23,68 min, 11. Februar 2024 in New York (schwedischer Rekord)
- 3000 Meter: 9:05,18 min, 22. Januar 2022 in Nashville
  - 3000 Meter (Halle): 8:53,97 min, 8. Februar 2019 in Boston
- 5000 Meter: 15:38,79 min, 2. Mai 2019 in Palo Alto